# Francisco Augusto da Silva Rocha

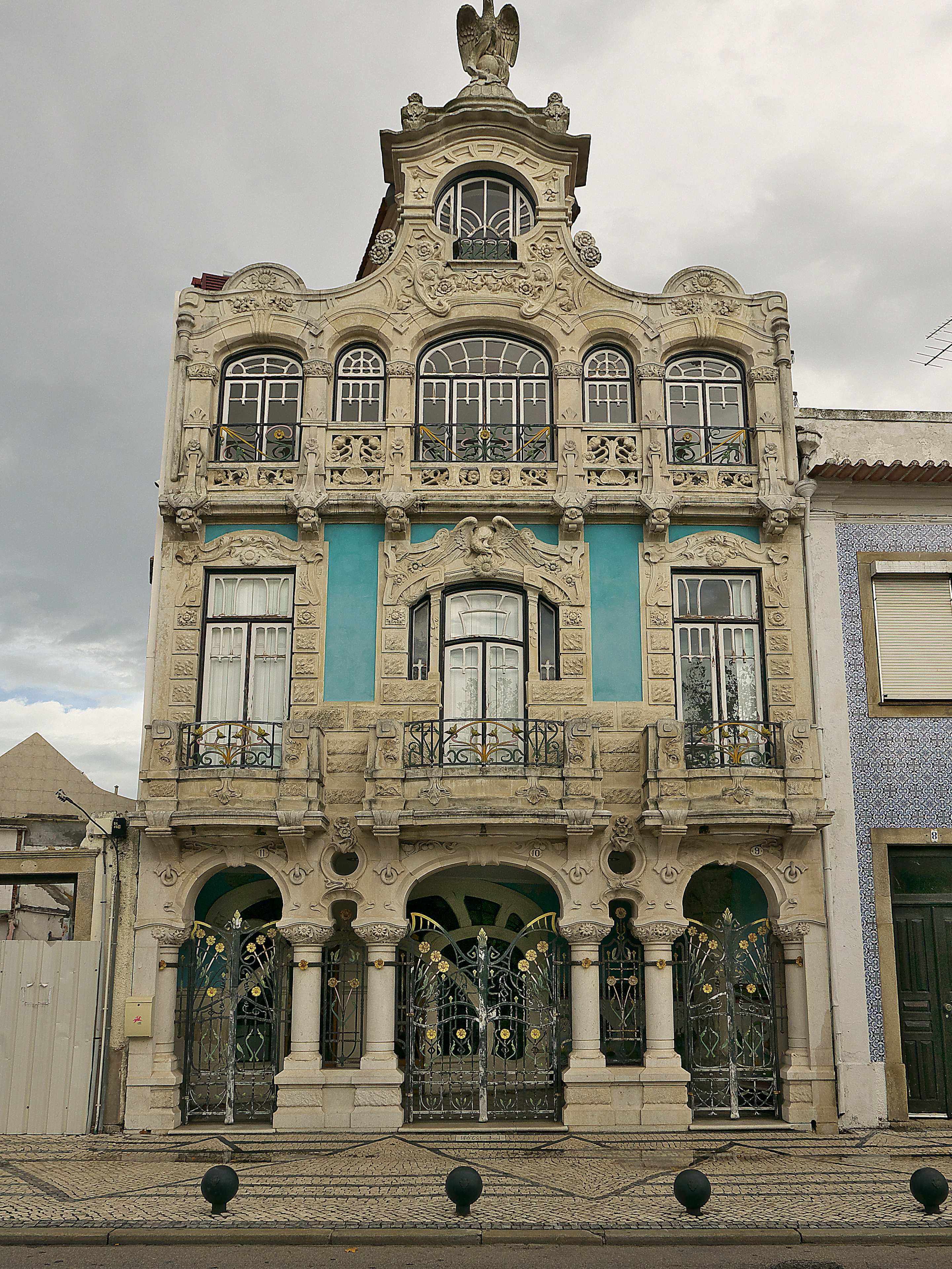
Casa do Major Pessoa, Aveiro

Francisco Augusto da Silva Rocha (Mealhada, 1864-1957) foi um arquitecto português, considerado pela originalidade e qualidade da sua obra o Gaudí português.
Trata-se de um expoente da arquitectura Arte Nova, e responsável pelas marcas desse estilo em todo o centro histórico da cidade de Aveiro.  Ao contrário do que tem sido por vezes divulgado, não existe qualquer co-autoria comprovada de Silva Rocha e Korrodi, arquitecto de origem Suiça radicado em Portugal. Foram sim amigos, mas não colaboradores em qualquer projecto. Silva Rocha viveu e trabalhou em Aveiro, Korrodi em Leiria. O único projecto com características do estilo Arte Nova de que Korrodi é autor na região de Aveiro, não é nesta cidade, mas em Avanca, a Casa de Egas Moniz (1915), hoje Casa Museu. O Museu de Arte Nova de Aveiro funciona no edifício conhecida como "Casa do Major Pessoa", aliás Mário Pessoa, de 1908, e é um desenho exclusivo de Francisco Augusto da Silva Rocha, como está amplamente comprovado na imprensa da época, nomeadamente no Jornal Campeão das Províncias (de 11 de Janeiro de 1908), responsável pela história da cidade nesse período que à casa de Mário Pessoa e ao seu autor, Silva Rocha, se refere nos seguintes termos:
"A nova edificação que o capitalista Sr. Mário Belmonte Pessoa anda realizando no largo do Rossio e que é tudo o que de mais moderno e característico se tem feito em Aveiro. Pudemos ver a planta e alçado do novo edifício, que nos surpreendeu e encantou. O mesmo sabemos de boa fonte que sucedeu em Coimbra, onde foi justamente apreciada pelo professorado da Escola "Brotero" que lhe teceu os mais calorosos elogios. É obra do nosso distinto amigo e talentoso director da "Escola Industrial Fernando Caldeira", sr. Francisco Augusto da Silva Rocha, a quem novamente felicitamos. O novo edifício, de proporções regulares, tem uma fachada arte nova que é uma verdadeira surpresa entre nós. O rés-do-chão é formado por uma arcada cujas bases são colunas de mármore com capitéis em bronze patiné. O andar nobre, entre as cantarias é revestido de esmaltes panneaux em cristal de Veneza e o superior constituído igualmente como o rés-do-chão, por uma arcada com parapeito misto, ornamental, de ferro forjado e cantaria é coroado por uma grande águia de mármore de cor.
        Ao centro destacam as iniciais do feliz proprietário e a data da construção em bronze dourado. Toda a cantaria de calcário branco e mármore, finamente rendilhada com motivos estilísticos em arte-nova é trabalho do habilíssimo canteiro conimbricense sr. Machado cujos méritos estão brilhantemente atestados em muitas obras existentes em Coimbra e Buçaco."
Para mais completa e documentada informação consultar o livro de autoria da crítica de arte Maria João Fernandes (A.I.C.A Associação Internacional de Críticos de Arte): Francisco Augusto da Silva Rocha (1864-1957) Arquitectura Arte Nova Uma Primavera Eterna, editado em 2008 com o apoio da Câmara Municipal de Aveiro e da Universidade de Aveiro (Edição Especial). O livro prefaciado por Siza Vieira corresponde a uma tese de Mestrado defendida pela autora em 2000 na Faculdade de Letras do Porto. Foi apresentado em Janeiro de 2009 no antigo Edifício da Capitania tornado sede da Assembleia Municipal de Aveiro. A apresentação desta obra, primeira monografia de um arquitecto português à luz da Arte Nova coincidiu com a  inauguração da Exposição: "Silva Rocha Arquitecto Artista", comissariada por Maria João Fernandes, no Museu de Arte Nova de Aveiro, pelo então Ministro da Cultura.

## Biografia

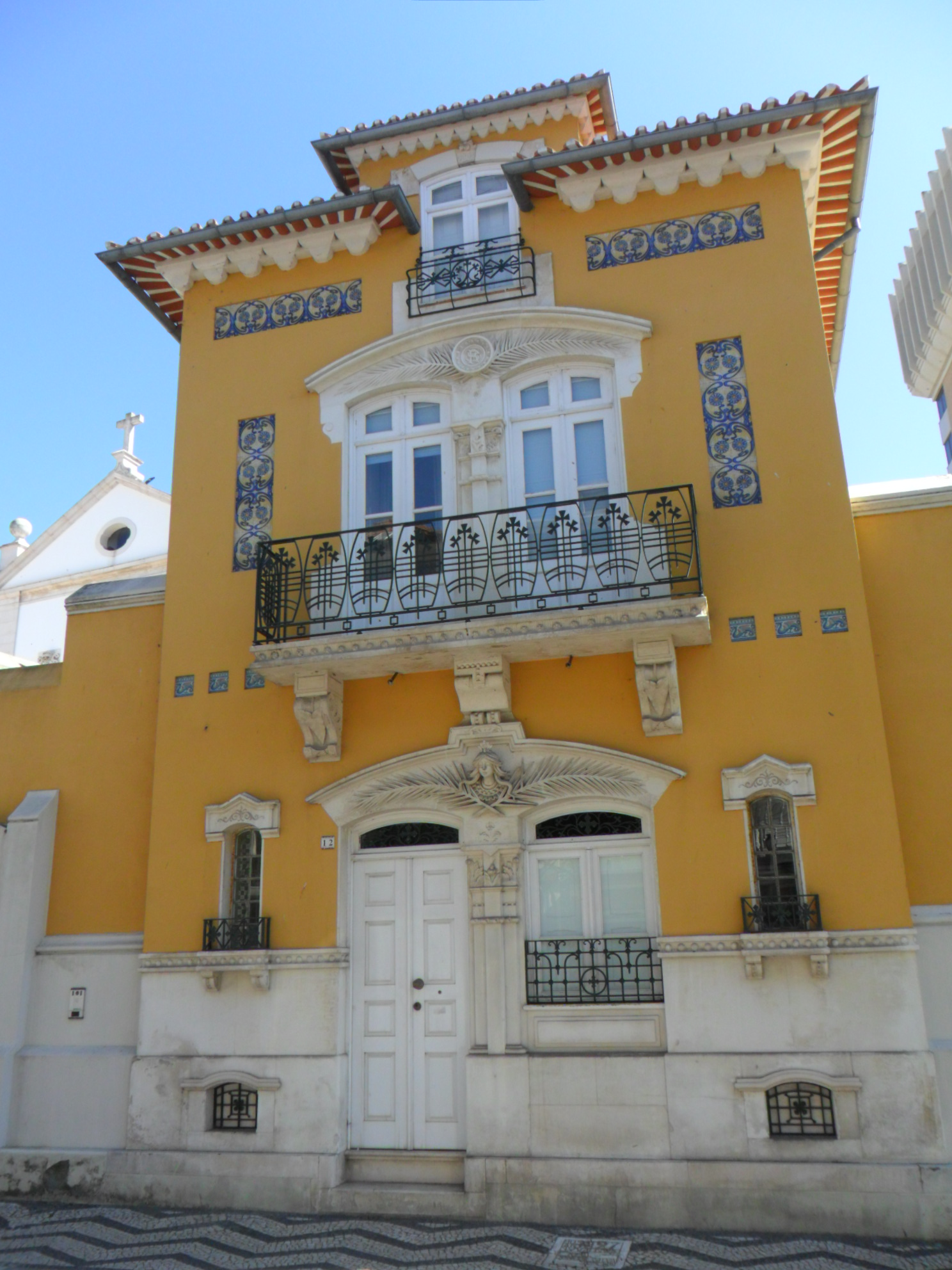
Residência do arquitecto em Aveiro

Francisco Augusto da Silva Rocha nasceu na Mealhada no ano de 1864 e viveu em Aveiro. Foi professor de Desenho e Director da Escola de Desenho Industrial.
Em 1896 casou com Olinda Augusta Soares, filha de João Pedro Soares, o maior benemérito de Aveiro do seu tempo, que adquiriu o Edifício dos Arcos sobre a ria para aí ser instalada em 1903 (e até 1918) a Escola de Ensino Industrial que seria dirigida por Silva Rocha por várias décadas..
Silva Rocha foi aliás o autor da total remodelação do edifício em 1903, já com traços Arte Nova e sob a inspiração de  um modelo clássico.
Em 1904-1906 fez o projeto da sua sua casa, na Rua do Carmo. É o autor em 1908 da Casa do Major Pessoa (Mário Belmonte Pessoa) e do conjunto dos edifícios que no centro histórico de Aveiro fizeram da cidade a "Capital da Arte Nova em Portugal" segundo José-Augusto França.
[carece de fontes?]